# Fodinoidea maculata
Fodinoidea maculata är en fjärilsart som beskrevs av Butler 1885. Fodinoidea maculata ingår i släktet Fodinoidea och familjen björnspinnare. Inga underarter finns listade i Catalogue of Life.